# Isonychus fraternus
Isonychus fraternus är en skalbaggsart som beskrevs av Moser 1918. Isonychus fraternus ingår i släktet Isonychus och familjen Melolonthidae. Inga underarter finns listade i Catalogue of Life.